# 古田晁
古田 晁（ふるた あきら、1906年1月13日 - 1973年10月30日）は、日本の出版人、筑摩書房の創業者、初代社長。

## 経歴
長野県東筑摩郡筑摩地村（現・塩尻市）に古田三四郎の長男として生まれる。旧制松本中学（現・長野県松本深志高等学校）、旧制松本高等学校（現・信州大学）文科甲類を経て、1930年東京帝国大学文学部倫理学科卒業。旧制中学の同級生には臼井吉見、松本克平、旧制高校の同級生には宝月圭吾がいた。東大在学中に矢島羊吉らと評論誌「現実へ」を発行。
その後渡米して父の経営するロサンゼルスヴェニスの日光商会に勤務し、1938年帰国。1940年に臼井、唐木順三、中村光夫を編集顧問として銀座の日光商会内に筑摩書房を創業し、まず最初に『中野重治随筆集』を出版する。
戦後の1946年に『展望』を創刊、株式会社組織として初代社長となる。1966年会長に就任。1973年に急逝した。1996年に故郷の生家に塩尻市立古田晁記念館が開館した。のち『古田晁記念館資料集』（晒名昇編、2003年）が発行された。

## 回想・評伝
- 臼井吉見『蛙のうた ある編集者の回想』筑摩書房 1965年 / 新版『臼井吉見集 2』筑摩書房 1985年
- 和田芳恵『筑摩書房の三十年』筑摩選書 2011年（新装版）。初刊は非売品、1970年
- 追悼文集『回想の古田晁』井上達三編、筑摩書房 1974年。非売品
  - 『そのひと　ある出版者の肖像』径書房 1980年。改訂版・臼井吉見編
- 野原一夫『含羞の人 回想の古田晁』文藝春秋 1982年
- 加藤勝代『わが心の出版人 角川源義・古田晁・臼井吉見』河出書房新社 1988年
- 塩澤実信『古田晁伝説』河出書房新社 2003年
  - 改訂版『奇跡の出版人 古田晁伝』東洋出版 2015年
- 柏原成光『友　臼井吉見と古田晁と－出版に情熱を燃やした生涯』紅書房 2013年